# Mäeküla (Paide)
Mäeküla est un village de la commune de Paide du comté de Järva en Estonie.
Au 31 décembre 2011, il compte 27 habitants.